# 清道警察署
清道警察署（チョンドけいさつしょ）は、慶北地方警察庁所管の警察署である。

## 管轄区域
- 清道郡

## 沿革
- 1945年10月21日 - 国立警察発足。
- 2000年5月 - 現在の庁舎が完成

## 組織
- 警務課
- 生活安全交通課
- 捜査課
- 情報保安課

## 管轄派出所
- 中央派出所
- 錦川派出所
- 梅田派出所
- 伊西派出所
- 豊角派出所
- 華陽派出所

## 管轄治安センター
- 角南治安センター
- 角北治安センター
- 雲門治安センター
- ハンジェ治安センター